# جونيو هامانو
جونيو سي هامانو (بالإنجليزية: Junio C Hamano)‏ (باليابانية: 濱野 純) هو مهندس برمجيات ياباني وهاكر، اشتهر بكونه المشرف على صيانة برنامج جت منذ 26 يوليو 2005 وتسلم صيانة Git من لينوس تورفالدس.
هامانو يعيش في كاليفورنيا ويعمل لدى شركة جوجل.

## وصلات خارجية
- مدونته الشخصية.
- صفحته الشخصية على غيت هاب.